# Викторија (Стаучени)
Викторија (рум. Victoria) насеље је у Румунији у округу Ботошани у општини Стаучени. Oпштина се налази на надморској висини од 170 m.

## Становништво
Према подацима из 2002. године у насељу је живело 481 становника, од којих су сви румунске националности.